# Pisava
Pisáva je grafična predstavitev elementov jezika in stavkov z uporabo grafemov. Grafemi so zapisi posameznih glasov ali glasovnih skupin in sestavljajo nabor znakov pisave. Grafemi so abstraktne enote, konkretne znake pa imenujemo glifi. V isti pisavi se lahko glifi istega grafema med seboj v določeni meri razlikujejo. Glifi so tudi ligature - znaki, ki so sestavljeni iz več grafemov ter razločevalni znaki.
Vsako ljudstvo pozna jezik. Prvotni način sporazumevanja in širjenja sporočil med ljudmi je bilo ustno izročilo. Pisava je drugi način in sredstvo, ki je omogočilo shranjevanje in širjenje podatkov.
V širšem pojmovanju je pisava vsak pripomoček za lažje in hitrejše posredovanje določenih podatkov v primerih, ko abecedno zapisovanje ne ustreza potrebam.

## Zgodovinski podatki
Prvi naj bi pisavo razvili Sumerci proti koncu četrtega tisočletja pr. n. št., kmalu za njimi pa so jo pričeli uporabljati tudi v Egiptu in v dolini Inda.
Klasična teorija, po kateri naj bi se bila pisava širila od Sumercev med druge narode, je danes sporna. Novejše teorije trdijo, da je pisava, kakor že prej govorica, stopnja človekovega razvoja. Potreba po sporazumevanju (komunikaciji) je rasla postopoma skupaj s splošnim in umskim razvojem človeškega telesa. Zato ne moremo trditi, da je pisavo nekdo ali neko ljudstvo izumilo, kakor ne moremo trditi, da je sposobnost ustnega izražanja plod določene primitivne kulture. Gre v obeh primerih le za naravni razvojni pojav, ki ga lahko primerjamo z začetkom pokončne drže. Zato je popolnoma razumljivo, da se je pisava pojavila na raznih koncih sveta v različnih oblikah, in to brez zunanjih vplivov.
Kakor je pojav pisave sprva pomenil sporazumevanje med pripadniki raznih kultur, tako je pozneje prav raznolikost pisav predstavljala težavo pri vzpostavitvi stikov. Zato se je sčasoma pokazala potreba po poenotenju pisav, predvsem v Sredozemlju, kjer je istočasno obstajalo več kultur, vsaka s svojo pisavo. V Aziji se ta potreba dolgo ni pojavila, ker so bila ljudstva dovolj številna in samostojna, da niso trgovala izven meja svoje države. Poenotenje pisav se je začelo v Sredozemlju s širjenjem grške kulture, na Daljnem vzhodu z japonskim posnemanjem kitajskih znakov (prvi zapisi hiragana) okoli leta 800; drugod po svetu se je uveljavila pisava prevladujočih kultur. Pisave so namreč postale sestavni del jezika.

## Oblike pisave
Prav zaradi več ali manj istodobnega pojava pisave so se razvili razni načini pisanja. Včasih so se pisave delile v linearne (črtne) in nelinearne (nečrtne). Linearne so bile pisave, ki so jih sestavljale črte, nelinearne pa so bile na primer klinopis in kitajska pisava: pri klinopisu so namesto črt vdolbine, pri kitajski pisavi so pa poteze s čopičem. V novejših študijah ta opredelitev odpade, saj je razlika] le med orodjem, ki je bilo tedaj na razpolago; če bi Sumerci poznali papir, ne bi pisali z vdolbinami in če bi stari Kitajci poznali svinčnik, ne bi risali s čopičem. Zato se danes štejejo med nelinearne le tiste oblike pisave, ki jih ne sestavljajo črte, ne glede na metodo pisanja (Braillova pisava).
Glavna razdelitev pisav je torej sledeča:
- logografske pisave, ki uporabljajo grafeme za zapis besed,
- zlogovne pisave, ki uporabljajo grafeme za zapis zlogov in
- abecedne pisave, ki uporabljajo grafeme abecede za zapis fonemov.

| Vrsta pisave       | Pomen grafemov                     | Primeri                                         |
| ------------------ | ---------------------------------- | ----------------------------------------------- |
| Logografska pisava | predmeti in pojmi                  | Kitajska pisava                                 |
| Zlogovna pisava    | zlogi                              | Japonski pisavi katakana in hiragana            |
| Abeceda            | fonemi (soglasnik ali samoglasnik) | grška pisava, latinica, cirilica                |
| Abugida            | fonemi (soglasnik+samoglasnik)     | Etiopska pisava giz, indijska pisava devanagari |
| Abdžad             | fonemi (soglasnik)                 | Hebrejska in arabska abeceda                    |

### Logografske pisave
Najstarejša oblika pisave je bila logografija ali izražanje s podobami, ki so pomenile besede. Sprva so bile te besede omejene na predmete. To je bila piktografija, ki seveda ni bila vezana na jezik, ki ga je govoril avtor podobe; pisavo/podobo je vsakdo bral v svojem jeziku. Na ta način so se na primer sporazumevali prva ljudstva Amerike, čeprav je vsako pleme imelo svoj jezik. Sem lahko uvrščamo tudi sodobne obveščevalne znake, kot so telefon za možnost telefonske zveze ali skodelica za bližino okrepčevalnice.
Iz piktografije, ki je upodabljala le predmete, se je razvila ideografija, ki je začela predstavljati tudi pojme. Risba očesa ni več predstavljala le oko, temveč je lahko pomenila tudi »gledati«. Tako je nastal sumerski klinopis, egipčanski hieroglifi in seveda kitajska pisava. Danes se ideogrami zelo pogosto uporabljajo bodisi v reklamnih sporočilih, kakor tudi v statistiki. Na primer iz sličice desetih oseb na enem avtomobilu ni težko razumeti, da ima v določenem kraju in času avto ena oseba od desetih. Prav tako v algebri znak minus (-) brezpogojno pomeni negativnost.

### Zlogovne pisave
Iz logografskih pisav so se postopoma razvijale nekatere zlogovne pisave, kjer je vsak grafem pomenil samo del besede. Ta razvojna stopnja je bila potrebna, ko se je začela širiti trgovina in so jeziki začeli sprejemati tujke v domača gesla. Nove besede so lahko bile zložene iz dveh ali več besed, zato je njih zapis zahteval dva ali več grafemov. Po takšnem postopku sta se razvili na primer japonski hiragana in katakana po prevzemu pisave od Kitajcev.
V zlogovnih pisavah predstavlja vsak grafem po en zlog. Navadno isti začetni soglasnik ne vpliva na podobo zloga; »ka« in »ke« se pišeta popolnoma različno, čeprav se oba pričenjata z glasom »k«.
Zlogovne pisave niso najbolj primerne za zapisovanje zaporedij soglasnikov. Nekatere zlogovne pisave so določenim grafemom dodale druge grafeme ali razločevalne znake in s tem zapisale določeno konkretno zaporedje soglasnikov. Na primer v japonskih zlogovnih pisavah grafem za zlog »ki«, ki mu sledi pomanjšan grafem za zlog »ya« (»yu«, »yo«), pomeni zaporedje »kya«, (»kyu«, »kyo«) in podobno za ostale zloge »mi«, »ri« ... Vendar pa zlogovne pisave niso razvile sistema za zapisovanje poljubnih zaporedij glasov.

### Abecedne pisave
Najstarejša vrsta abecedne pisave je abdžad, v katerih obstajajo grafemi samo za soglasnike, samoglasnikov pa sploh ne zapisujejo. Poimenoval jih je jezikoslovec Peter T. Daniels. Nekateri neideografski egipčanski hieroglifi so zapisani v abdžadu, zato še danes ne moremo točno vedeti, kako so se nekatera imena izgovarjala, ker ne moremo določiti samoglasnikov. Današnji abdžadi imajo posebne znake za samoglasnike, vendar ti ne predstavljajo neodvisnih grafemov, temveč jih zapisujejo kot razločevalna znamenja poleg soglasnikov.
Abeceda je abdžad, ki ima poleg grafemov za soglasnike, tudi grafeme za samoglasnike. Sprememba abdžadov v abecede je nastala iz praktričnih razlogov, in sicer za lažje trgovanje. Abecedno pisavo so iz abdžada izpeljali Feničani, trgovci in pomorščaki antike. Starogrška abeceda sloni prav na temeljih feničanskega načina zapisovanja in je prva abeceda, ki zapisuje tudi vse samoglasnike. Je torej prava abeceda, iz katere izhajajo latinica, cirilica in druge današnje abecedne pisave.
Prav tako so iz semitskih abdžadov nastale abecedno-zlogovne pisave (alphasyllabary) oziroma abugide, kot jih je poimenoval jezikoslovec Peter T. Daniels. Kot že ime pove so te pisave nekako med zlogovnimi pisavami in abecedami in sicer na različnih stopnjah med enimi in drugimi. Abugide razširijo sistem abdžadov tako, da ima vsak grafem določen privzeti samoglasnik - grafem tako ne predstavlja samo soglasnik »k«, ampak zvezo soglasnik + privzeti samoglasnik, recimo »ka«. Grafeme z drugimi samoglasniki, na primer »ke«, dobimo na sistematičen način s spremembami originalnega grafema; v tem se abugide bistveno razlikujejo od zlogovnih pisav. Spremembe so lahko recimo obrat znaka v različne smeri (indijanske abugide, glej sliko) ali dodajanje razločevalnih znamenj (etiopska pisava giz). Prav tako kot zlogovne abecede pa tudi takšne abugide niso najbolj primerne za zapisovanje zaporedij soglasnikov.
Indijske abugide imenujejo tudi zlogovne abecede (syllabic alphabet), saj so popolne abecede, ki vsebujejo grafeme tako za soglasnike kot tudi za samoglasnike. Kljub temu pa ohranjajo sistem pisave abugid, kjer grafem, ki predstavlja soglasnik, vsebuje tudi privzeti samoglasnik (kratki »a«). Privzeti samoglasnik lahko spremenimo v drugega z dodajanjem razločevalnega znaka. Indijske abugide so razvile tudi sistematičen način za kombiniranje bistvenih delov grafemov soglasnikov v ligature zlogov. Zlogi so sestavljeni iz poljubnega zaporedja soglasnikov + privzeti samoglasnik; privzeti samoglasnik lahko zlogu prav tako spremenimo z razločevalnim znamenjem. Če samoglasnik stoji samostojno ali pa za prejšnjim samoglasnikom, pa uporabimo posebni grafem tega samoglasnika. Sistem zapisovanja tako omogoča, da prav tako kot z abecedami, zapisujemo poljubna zaporedja glasov.

## Smer pisanja
Različne pisave pišejo v različnih jezikih. Zgodnjo abecedo bi lahko pisali v kateri koli smeri: bodisi vodoravno (z leve na desno ali z desne na levo) ali navpično (navzgor ali navzdol). Lahko bi uporabili tudi bustrofedon: vodoravno pisanje v različnih vrsticah izmenično z leve na desno in z desne na levo. Taka pisava so npr. egipčanski hieroglifi, pri kateri se lahko začetek vodoravne vrstice razbere s pomočjo smeri, v katero je obrnjena večina človeških in živalskih ideogramov.
Grška abeceda in iz nje razvite se zapisujejo z leve na desno od vrha proti dnu strani. Druge pisave, kot sta arabska in hebrejska, se pišejo z desne na levo. Pisave s kitajskimi znaki se tradicionalno zapisujejo navpično z desne na levo, danes pa zaradi vplivov zahodne kulture vedno pogosteje z leve na desno od vrha proti dnu strani. Mongolska abeceda je edina, ki se zapisuje z vrha proti dnu od leve proti desni.

## Nelinearne pisave
Po definiciji so nelinearne ali nečrtne tiste pisave, kjer znaki niso začrtani, vendar je ta opredelitev sporna. V to skupino namreč spadajo tudi razne oblike kodiranja in kriptografije ali tajnega zapisovanja, kjer so večinoma vsi znaki navadne črke ali številke, le z drugim smislom.
Tudi Braillova pisava za slepe bi se lahko vključila v navadne abecedne pisave, saj je predviden za vsako črko svoj znak. Vključuje se v nelinearne pisave samo zato, ker podlaga (papir) ni »popisana«, pač pa »preluknjana« in so zaradi tega »črte« neizvedljive.
Podobno je z Morsejevo pisavo, ki bi jo prav tako lahko prištevali med abecedne pisave, a ne odgovarja pojmu o ročnem »pisanju«, saj se znaki ustvarjajo s pritiskom na ročico.
V to kategorijo spada tudi obveščanje s pomočjo mednarodnih signalnih kod v pomorstvu, z uporabo zastav, kar je najsodobnejša med ideografskimi pisavami. A tudi v tem primeru odpade pojem »pisanja«.
Še najbolj ustreza pojmu nelinearne pisave notno zapisovanje glasbe. Note se ne morejo pojmovati kot abeceda ali kot logografi, so pa učinkovito sredstvo za zapisovanje. Edina sporna točka je, da je ta pisava omejena na glasbo in ni uporabna za zapisovanje besed.
Vsi zgoraj navedeni primeri se nanašajo torej le na pripomočke pri izražanju določenih informacij in niso grafične predstave govorice. Če pa pojmujemo pisavo kot sredstvo za  trajno zapisovanje, to je za shranjevanje podatkov, teh sistemov sploh ne moremo sprejeti med »pisave«.

## Sodobne tehnike zapisovanja
Kot je zgoraj omenjeno, je bila uporaba pisav drugi način sporazumevanja in pozneje glavno sredstvo za posredovanje in shranjevanje podatkov. Danes so na razpolago razne druge možnosti bodisi za medsebojno obveščevanje, kot tudi za zgodovinska pričevanja. Magnetofonski ali digitalni zapis seveda niso pisave, jo pa lahko nadomeščajo.
Čeprav bodo elektronski arhivi verjetno izpodrinili knjige, bodo najbrž vsebovali vsaj nekaj besedila. Elektronsko zapisovanje besedil sloni na kodiranju znakov, kjer številčne kode nadomeščajo črke in ločila ali skeniranje dokumentov v digitalni zapis.
Zgodovinsko najbolj uporabljeni kodeksi so ASCII in EBCDIC, s katerimi pa moremo prikazati le omejeno število znakov. Zato je bil sestavljen kodeks Unicode, ki se danes uporablja pri večini informacijskih sistemov, saj lahko zapisuje desettisoče znakov, praktično torej vse znake vseh obstoječih in mrtvih jezikov.
Sodobne tehnike pisav izpodrinjajo grafologijo.